# Denis Robin de Scévole
Pour les articles homonymes, voir Robin.
Denis Louis Joseph Robin de Scévole, né le 2 octobre 1722 à Argenton-sur-Creuse et décédé au même lieu le 8 juin 1809, est un juriste, homme politique et écrivain français.

## Biographie
Il est issu d'une famille de robe aisée et lettrée détenant une des principales fortunes roturières du Berry. Son grand-père, Louis Robin, contrôleur à la chancellerie du parlement du Dauphiné, est anobli à ce titre et devient seigneur de Scévole, Villebuxières, Verneuil, Pommeroux, Le Pied de La Tour et Puymoreau. Son père, Joseph Robin de Scévole (1669-1748), seigneur de Villebuxières, est avocat au parlement de Bourges, procureur à Argenton et président du grenier à sel.
Denis Robin de Scévole est comme son père avocat au parlement de Bourges, et président des gabelles. Il correspond avec des savants et des écrivains. Il publie à Londres en 1782 un recueil de poèmes dont l'un, en seize stances, est dédié à Voltaire qui, bien que très âgé, lui répond de Ferney en le remerciant et le complimentant. Il accueille dans son hôtel d'Argenton des musiciens, des artistes, des aristocrates lettrés. Il publie de nombreux articles, en particulier sur l'agronomie qui le passionne, et qu'il rassemblera en 1805 dans un livre en même temps qu'une partie de sa correspondance. Il est avant la Révolution premier échevin d'Argenton, tout en détenant les charges, reçues de son père, de contrôleur de la chancellerie du parlement de Grenoble et de conseiller et secrétaire du roi.
Acquis aux idées des philosophes du XVIIIe siècle, Denis Robin de Scévole joue un rôle actif dans le Berry pour diffuser les idées nouvelles, qu'il va contribuer à mettre en place dès la convocation des États généraux de 1789. À la constitution des districts, il est élu administrateur de celui d'Argenton et en devient le premier président. Il est réélu président lors du renouvellement de l'administration du district à l'automne 1791. Sa pleine adhésion aux idées nouvelles lui permet, malgré son patrimoine, de passer sans encombre les années de la Révolution. Il peut ainsi acquérir en 1791 les château et manoir d'Éguzon et tous leurs domaines. Il meurt à 86 ans et repose au cimetière Saint-Paul d'Argenton.
Son fils François Robin de Scévole reprendra ses idées et les défendra dans ses mandats municipaux et parlementaires.

## Écrits
- L’Ambigu littéraire ou tout ce qu'il vous plaira, Londres, 1782
- Recueil de lettres et de dissertations sur l'agriculture, deux tomes, Lamy, Paris, 1805